# Carlos Gutierrez (politico)
Carlos Miguel Gutierrez (L'Avana, 4 novembre 1953) è un politico e dirigente d'azienda cubano naturalizzato statunitense, segretario al Commercio sotto la presidenza Bush.

## Biografia
Nato a L'Avana in una famiglia di proprietari terrieri (suo padre aveva infatti una piantagione di ananas), Gutierrez emigrò negli Stati Uniti all'età di sei anni, poiché i suoi genitori scelsero di emigrare in seguito alla rivoluzione cubana. Dopo aver vissuto in Florida per qualche tempo, la famiglia Gutierrez si trasferì in Messico, dove il padre aveva ottenuto un impiego presso la H. J. Heinz Company.
Gutierrez studiò a Santiago de Querétaro e successivamente venne assunto nella filiale messicana della Kellogg's. Nel 1990 Gutierrez venne trasferito nella sede centrale di Battle Creek nel Michigan e nello stesso anno divenne vicedirettore esecutivo dell'azienda. Nove anni dopo Gutierrez venne nominato presidente e amministratore delegato della Kellogg's.
Nel 2004 il Presidente George W. Bush scelse Gutierrez come nuovo segretario al Commercio e l'uomo venne confermato dal Senato con consenso unanime.
Gutierrez mantenne l'incarico fino alla scadenza del mandato presidenziale di Bush e successivamente trovò impiego come consigliere di amministrazione della United Technologies Corporation e vicepresidente di Citigroup.
Ideologicamente Gutierrez si configura come un repubblicano moderato. Sposato con Edilia, Gutierrez ha tre figli.